# Arnaldo Tamayo Méndez

Unterschrift

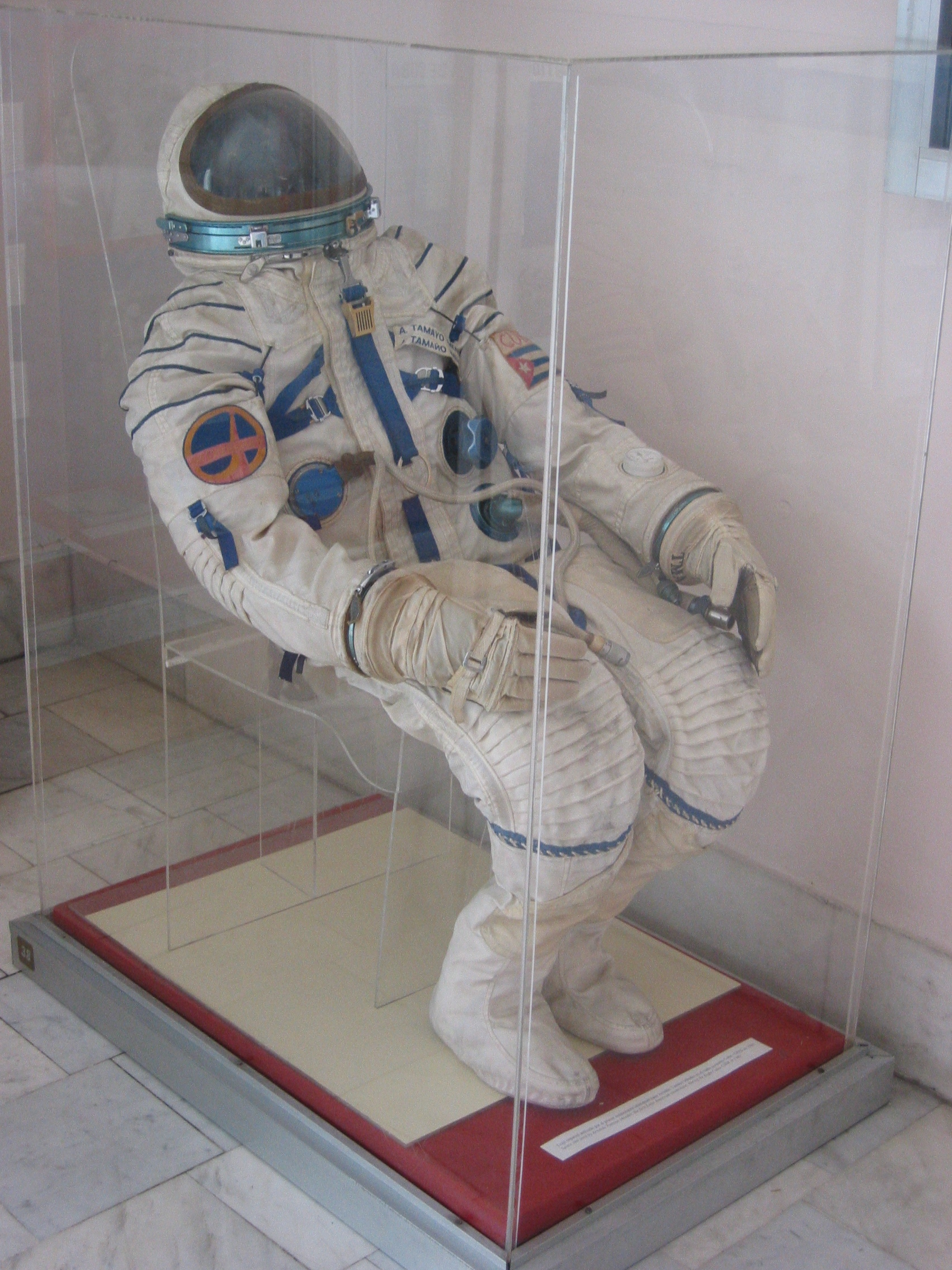
Tamayos Raumanzug

Arnaldo Tamayo Méndez (* 29. Januar 1942 in Guantánamo, Kuba) ist ein ehemaliger kubanischer Luftwaffen-Pilot und Militär-Funktionär. Als Kosmonaut war er der erste Lateinamerikaner und auch der erste schwarze Mensch im Weltraum. Seit 2018 ist er Abgeordneter im kubanischen Parlament.

## Leben

### Jugend und Ausbildung
Arnaldo Tamayo Méndez wurde in der Stadt Guantánamo in der gleichnamigen Provinz in Kuba geboren. Er wuchs als Waisenkind auf und begann im Alter von 13 Jahren als Schuhputzer und als Zimmerei-Gehilfe zu arbeiten. Da er nahe einer Marine-Basis wohnte, sah er dort US-amerikanische Flugzeuge fliegen, die ihn für die Luftfahrt begeisterten. Nach der kubanischen Revolution schloss sich Tamayo Méndez 1959 dem kommunistischen Jugendverband Kubas an. 1960 begann er in Mayarí Luftfahrt-Technik zu studieren. Seine Ausbildung setzte er in der Sowjetunion fort. 1963 wurde er zum Leutnant befördert und damit beauftragt, für die kubanische Luftwaffe im Luftkampf auszubilden. 1967 wurde er Kommandant eines Geschwaders und nach Nordvietnam, das sich im Krieg mit Südvietnam befand, entsandt. Ab 1969 absolvierte er ein Offiziersstudium an der Luftwaffenakademie General Máximo Gómez. Nach weiterer Karriere in der Luftwaffe wurde er 1976 zum Oberstleutnant befördert.

### Raumfahrt
Die kubanischen Behörden wählten Tamayo Méndez 1978 als Kosmonaut aus und das Juri-Gagarin-Kosmonautentrainingszentrum nahm ihn am 1. März 1978 als Kosmonaut in das Interkosmos-Programm auf. Sein Ersatzmann war José Armando López Falcón. Als Forschungskosmonaut der achten Gastmannschaft von Saljut 6 flog Tamayo Méndez am 18. September 1980 mit Sojus 38 ins All. Er umkreiste die Erde 128 Mal und führte unter anderem 21 Experimente für die kubanische Wissenschaftsakademie durch. Mit der Landung am 26. September 1980 schied Tamayo Méndez aus dem Kosmonautenkorps aus.

### Politische Laufbahn
Tamayo blieb Pilot der kubanischen Luftwaffe und wurde 1982 Präsident der Gesellschaft für Militär-Patriotische Ausbildung. Später wurde er zum Direktor des Komitees zur Verteidigung der Revolution berufen. Im Dezember 2006 bekleidete Tamayo Méndez den Rang eines Brigadegenerals und war Direktor für Internationale Beziehungen des kubanischen Verteidigungsministeriums.
Am 18. April 2018 wurde Arnaldo Tamayo Méndez als Abgeordneter für die Stadt Baracoa in das kubanische Parlament Asamblea Nacional del Poder Popular gewählt. Er ist Vorsitzender der parlamentarischen Gruppe der Freundschaft zwischen Russland und Kuba.
Arnaldo Tamayo ist seit 1967 mit Mayra Lobaina verheiratet und hat zwei Söhne.

## Auszeichnungen
- Tamayo ist Held der Republik Kuba.[4]
- Nach seinem Raumflug wurde ihm in Moskau der Leninorden verliehen und er wurde zum Held der Sowjetunion erklärt.[1]
- 2017 wurde er von der UNESCO mit der Medaille für Raumfahrtwissenschaft ausgezeichnet.[5]
- Am 27. Januar 2021 wurde ein Asteroid nach ihm benannt: (114705) Tamayo.[6]